# Número dual
En morfología lingüística, el número dual (o simplemente dual) es una de las posibles formas del número gramatical, que expresa la cantidad dos; contrasta casi siempre con el singular y el plural, y a veces con otras variantes como el trial. Semánticamente hace referencia o bien a dos elementos en general, o bien a un par de elementos, dos entidades que constituyen una pareja natural (los ojos, las manos...), cultural ("las dos diosas" en griego clásico hacen referencia a Core y Deméter) o circunstancial ("ambos iban de la mano"). [cita requerida] Para hacer coherentes las oraciones en las que se usa, el dual puede afectar a la flexión de sustantivos, pronombres, adjetivos y/o verbos, según las reglas de cada lengua.
El número dual existía en protoindoeuropeo, y se conservó en algunos de los idiomas indoeuropeos ahora extintos como el sánscrito, el griego antiguo y el gótico entre otros. Aún se puede encontrar en algunas lenguas indoeuropeas modernas como el frisón, chakaviano (dialecto croata), el esloveno y el sorabo. Existen algunos ejemplos modernos más que muestran trazas residuales de dual, como la distinción entre ambos y todos, o, en inglés entre either (uno de los dos) y any (alguno) o neither (ninguno de los dos) y none (ninguno) etc.
Muchas lenguas semíticas también poseen un número dual. Por ejemplo, en árabe estándar todos los nombres pueden declinarse en singular, plural o dual. También lo mantienen el esloveno, el sórabo etc., aunque en ciertas lenguas solo se aplica en cosas que naturalmente son pares, como las manos o los ojos: por ejemplo, en bretón, al lagad ("el ojo", singular), an daoulagad ("los [dos] ojos [de una persona, mamífero, anfibio, pez, ave o reptil]", dual) y lagadoù ("ojos" [manchas de grasa formadas sobre un líquido], plural) o skouarn ("oreja", singular), an skouarn o an divskouarn ("las [dos] orejas [de una persona]", dual) y skouarnoù ("ansas de una vasija", plural). 

## Características comparativas
Muchas lenguas hacen distinción entre el singular y el plural. En otros idiomas además de estas dos, encontramos una forma de dual, que es usada cuando exactamente dos personas o dos cosas son mencionadas. En algunos de ellos su uso está exigido por la gramática, y el plural solo se usa para mencionar grupos de más de dos personas u objetos.
Sin embargo, en otras lenguas el uso del dual es opcional, como en varios de los modernos dialectos del árabe, por ejemplo, en el árabe egipcio. En otros idiomas, como el hebreo, solo se usa para espacios de tiempo (días, semanas...), algunas palabras de medida y para palabras que naturalmente son una pareja, pero no se usa para referirse a más de dos excepto en retórica: los ojos, las orejas... En esloveno, su uso es obligatorio, excepto en nombres que son parejas naturales como los pantalones o los ojos, en cuyo caso se puede usar el plural.
Aunque relativamente pocas lenguas tienen la forma de número dual y la mayoría no tienen número o solo singular y plural, el uso de palabras diferentes para grupos de dos, o grupos de más de dos no es extraño. Un ejemplo es la palabra «ambos» en español o en el idioma japonés, que no tiene número gramatical, también existen las palabras dochira (cuál de los dos) y dore (cuál de todos) etc.

## Uso en lenguas modernas
Entre las lenguas modernas, el árabe estándar moderno exige el uso del número dual marcado en nombres, verbos, adjetivos y pronombres (la primera persona de las formas de dual no existen, compárese esta falta con la de la tercera persona del dual con las lenguas del germánico antiguo). Muchos de los dialectos árabes hablados tienen una marca de dual para nombres (y solo para nombres), pero su uso no es obligatorio. De cualquier forma, en el acadio existía un dual, aunque su uso estaba restringido a formas hechas como "las dos manos", "los ojos" o "los brazos". El dual en el hebreo está también atrofiado, y generalmente solo se utiliza para el tiempo, números y parejas naturales ya incluso en hebreo antiguo.
El mapudungun, lengua de los mapuches, marca el número dual en la conjugación verbal y en los pronombres, pero no en sustantivos o adjetivos. Por ejemplo, "Nosotros tenemos dos casas" se dice "(Iñchiw) Nieyu epu ruka" si los poseedores son dos e "(Iñchiñ) Nieiñ epu ruka" si los poseedores son más de dos.